# USS Jubilant (AM-255)
USS Jubilant (AM-255) – trałowiec typu Admirable służący w United States Navy w czasie II wojny światowej. Służył na północnym Atlantyku. Brał także udział w działaniach wojny koreańskiej.
Okręt został zwodowany 20 lutego 1943 w stoczni American Shipbuilding Co. w Lorain (Ohio), matką chrzestną była C. D. Bishop. Jednostka weszła do służby 27 sierpnia 1943, pierwszym dowódcą został Lt. (j.g.) W. P. Sprunt.
Brał udział w działaniach II wojny światowej. Pełnił funkcje pomocnicze. W czasie wojny koreańskiej służył na Atlantyku. Przekazany Meksykowi 1 października 1962, służył jako DM-01 (D 1). Zatopiony w 2001 jako sztuczna rafa.